# Radivoje Glavić
Radivoje Glavić (* 1921 in Prizren; † Februar 2011 in Belgrad) war ein jugoslawischer Politiker und Jurist, der zuletzt Richter am Verfassungsgericht der Sozialistischen Föderativen Republik Jugoslawien (SFRJ) sowie der Sozialistischen Autonomen Provinz Kosovo war.

## Leben
Nach dem Besuch des Wirtschaftsgymnasiums in Peć nahm er am Partisanenkrieg gegen die deutsche Besatzungsmacht teil und wurde für seine dortigen Einsätze 1941 ausgezeichnet.
Nach dem Zweiten Weltkrieg absolvierte er zunächst die Polizeiakademie, ehe er ein Studium der Rechtswissenschaften an der Universität Belgrad absolvierte. Danach war er als Richter tätig und begann darüber hinaus eine politische Laufbahn, in deren Verlauf er Bürgermeister von Prizren sowie Mitglied des Exekutivrates der Sozialistischen Autonomen Provinz Kosovo wurde. 
Später wurde er auch Richter am Verfassungsgericht der SFRJ, ehe er nach dem Beginn von Unruhen im Kosovo im März und April 1981 zum Richter am Verfassungsgericht der Autonomen Provinz Kosovo berufen wurde und diese Funktion bis 1985 bekleidete.